# Banco de Occidente (Honduras)
El Banco de Occidente, S.A. es uno de los bancos de la república de Honduras. para el año 2023 fue el tercer banco más grande del país, solo por detrás de Banco Atlántica y Ficohsa. 

## Historia
fundado el 1 de septiembre de 1951 en la ciudad de Santa Rosa de Copán, por Manuel Bueso Pineda y Jorge Bueso Arias y autorizado previamente por el Poder Ejecutivo de Honduras en fecha 30 de agosto de 1951 mediante Acuerdo n.º 500 de la Secretaría de Hacienda y Crédito Público. El Banco comenzó sus operaciones con un capital inicial de 100 mil lempiras dividido en mil acciones con valor de cien Lempiras cada una, además de incorporar los depósitos y la cartera de préstamos de la Casa Bueso, la que por largo tiempo había cumplido con funciones bancarias.
En 1970 comenzó su expansión fundando una agencia en la ciudad de San Pedro Sula, y en 1975 abrió la primera en la capital Tegucigalpa, para 2020 mantiene más de 170 centros/sucursales de atención y servicios en todo el país. 